# Maximally stable extremal regions
Maximally stable extremal regions (in sigla: MSER), in italiano: Regioni estremali stabili massimamente è un metodo usato per il riconoscimento di regioni all'interno di immagini. Fu proposta da Matas et al. per trovare corrispondenze tra elementi di immagini da due immagini con due differenti punti di vista.
Questo metodo di estrarre un numero comprensivo di elementi di immagini corrispondenti ha  condotto a un migliore matching e migliori algoritmi di riconoscimento di oggetti.

## Altre Applicazioni
- (EN) Shape Descriptors for Maximally Stable Extremal Regions (PDF), su cs.ubc.ca.
- (EN) Efficient Maximally Stable Extremal Region (MSER) Tracking, su icg.tugraz.at. URL consultato l'11 ottobre 2012 (archiviato dall'url originale il 20 dicembre 2009).
- (EN) N-tree Disjoint-Set Forests for Maximally Stable Extremal Regions (PDF), su bmva.org. URL consultato l'11 ottobre 2012 (archiviato dall'url originale il 4 marzo 2016).
- (EN) Video Google and Object Level Grouping for Video Shots (PDF), su cs.ucsd.edu.
- (EN) Real-Time Extraction of Maximally Stable Extremal Regions on an FPGA (PDF), su eecg.toronto.edu.
- (EN) Maximally Stable Colour Regions for Recognition and Matching (PDF), su cs.ubc.ca. URL consultato l'11 ottobre 2012 (archiviato dall'url originale il 10 giugno 2011).